# Tsukubamirai
Tsukubamirai (Japans: つくばみらい市, Tsukubamirai-shi) is een stad in de prefectuur Ibaraki op het eiland Honshu in Japan. De stad heeft een oppervlakte van 79,14 km² en medio 2008 circa 42.500 inwoners.

## Geschiedenis
Op 27 maart 2006 werd Tsukubamirai een stad (shi) na samenvoeging van de gemeente Ina (伊奈町, Ina-machi) en het dorp Yawara (谷和原村, Yawara-mura).

## Verkeer
Tsukubamirai ligt aan de Jōsō-lijn van de Kanto Spoorwegen (Kantō Tetsudō) en aan de Tsukuba Express van de Stedelijke Intercity Spoorwegmaatschappij (首都圏新都市鉄道株式会社, Shuto-ken Shin Toshi Tetsudō Kabushiki-gaisha).
Tsukubamirai ligt aan de Jōban-autosnelweg en aan de autowegen 294 en 354.

## Geboren in Tsukubamirai
- Mamiya Rinzō (間宮 林蔵, Mamiya Rinzō), zeevaarder en cartograaf uit de eerste helft van de 19e eeuw

## Aangrenzende steden
- Jōsō
- Moriya
- Ryūgasaki
- Toride
- Tsukuba